# Estadio Nacional de Andorra
El Estadio Nacional (oficialmente en catalán: Estadi Nacional d'Andorra) es un estadio que se encuentra en Andorra la Vieja. Es el estadio nacional de Andorra y se utiliza para partidos de fútbol y rugby. En él se juegan los encuentros del Fútbol Club Andorra de la Primera Federación de España.
El estadio fue construido en el antiguo terreno del campo de deportes del M.I. Consell General. La construcción comenzó en 2013 y terminó en 2014. Tiene una capacidad de 3347 espectadores y utiliza césped natural.
El estadio es la sede de los equipos nacionales de rugby XV.

## Historia
El primer partido oficial fue una derrota por 1-2 contra Gales por el grupo B de calificación para la Eurocopa 2016, que se jugó el 9 de septiembre de 2014, después de pasar por la inspección de la UEFA en la semana anterior.
Desde su inauguración y hasta marzo de 2025 el estadio fungió como la sede oficial de la Selección de fútbol de Andorra, sin embargo, en mayo de 2025 todos los equipos nacionales se trasladaron al nuevo Estadio de la FAF, ubicado en Encamp, el cual está dedicado en exclusiva a la práctica del balompié y cuenta con una mayor capacidad de aficionados que el Nacional.
En agosto de 2015, el Gobierno nacional y el FC Andorra acordaron que el club jugaría en el Estadio Nacional los dos primeros meses de la temporada 2015-16, hasta que las obras del Campo de la Borda Mateu acabaran. 
En julio de 2021 se firmó un nuevo acuerdo entre ambas partes debido a la llegada del club a la Primera Federación. El FC Andorra se mantuvo en este estadio hasta mediados de 2025 cuando tras un acuerdo entre la Federación Andorrana de Fútbol, el gobierno nacional y el propio club, este aceptó establecerse en el nuevo Estadio de la FAF en Encamp.  Este convenio terminó con un conflicto iniciado en febrero de 2025 debido a que la escuadra de fútbol se negaba a compartir el uso del campo con los equipos de rugby, los cuales se establecieron en el estadio con el apoyo del gobierno de Andorra.
Tras la salida del FC Andorra y las selecciones nacionales andorranas de fútbol, el rugby se convirtió en el deporte principal en el Estadio Nacional. Convirtiéndose en una opción alternativa para la práctica del fútbol cuando en los otros estadios no puedan disputarse partidos de esta disciplina.

## Asistencia en partidos oficiales
Actualizado hasta el 4 de junio de 2025.

### Partidos de fútbol masculino
| Temporada                                         | Total  | Máxima | Mínima | Media |
| ------------------------------------------------- | ------ | ------ | ------ | ----- |
| Clasificación para la Eurocopa 2016               | 11,778 | 3,150  | 1,054  | 2,354 |
| Clasificación para la Copa Mundial de Futbol 2018 | 10,484 | 3,193  | 1,115  | 2,097 |
| Liga de Naciones de la UEFA 2018-19               | 3,567  | 1,311  | 1,021  | 1,189 |
| Clasificación para la Eurocopa 2020               | 9,718  | 3,187  | 947    | 1,944 |
| Clasificación para la Copa Mundial de Futbol 2022 | 4,308  | 2,285  | 285    | 1,077 |
| Liga de Naciones de la UEFA 2022-23               | 2,790  | 1,102  | 756    | 930   |
| Clasificación para la Eurocopa 2024               | 8,218  | 2,927  | 568    | 1,644 |

Fuente: 

### Partidos de fútbol femenino
| Temporada                           | Total | Máxima | Mínima | Media |
| ----------------------------------- | ----- | ------ | ------ | ----- |
| Liga de Naciones de la UEFA 2023-24 | 1,572 | 813    | 156    | 524   |

### Partidos de rugby
| Temporada                            | Total | Máxima | Mínima | Media |
| ------------------------------------ | ----- | ------ | ------ | ----- |
| Copa Europea de Naciones 2014–16     | 1,300 | 500    | 300    | 433   |
| Conferencia Europea de Rugby 2016–17 | 1,400 | 1,000  | 400    | 700   |
| Conferencia Europea de Rugby 2017–18 | 1,100 | 600    | 500    | 550   |
| Conferencia Europea de Rugby 2018–19 | 400   | 400    | 400    | 400   |